# 莫克良卡河

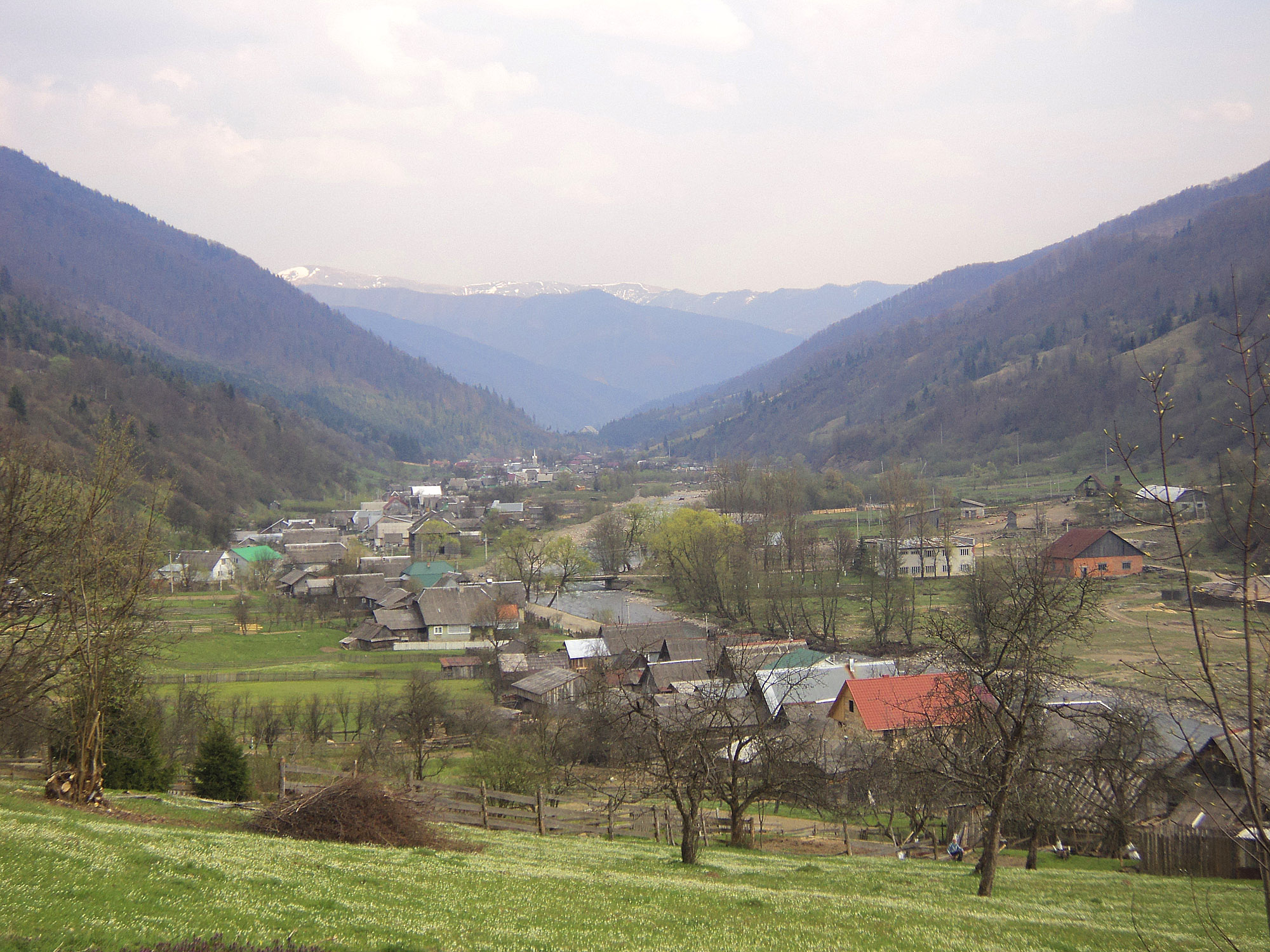

莫克良卡河（烏克蘭語：Мокрянка），是烏克蘭的河流，位於該國西部外喀爾巴阡州，屬於泰雷斯瓦河的右支流，流經佳切夫區，河道全長32公里，流域面積231平方公里。